# للا فاطمة الزهراء بنت الحسن
لالة فاطمة زهرة بنت الحسن (توفيت عام 1894) هي فقيهة وأديبة مغربية وأميرة علوية. وابنة السلطان مولاي الحسن الأول (حكم المغرب 1873-1894). حيث تبرعت بجزء كبير من مكتبتها الأدبية لفائدة مكتبة جامعة القرويين بفاس،وقد ضم تبرعها ما مجموعه 273 مجلدًا.
أهدت (حبوس) مجموعتها الأدبية لحزانة القرويين، وكان من هذه الكتب كتاب انتصار النهاية والتمام في معرفة الواثق والأحكام لابن هارون. في علم صحف ابن هارون وقراراته لعلي بن عبد الله المعطي.